# Budo Éditions
Budo Éditions est une maison d'édition française, dont le siège social est situé à Noisy-sur-École, en Seine-et-Marne, créée en 1987 par Thierry Plée, éditeur. Elle est spécialisée dans les arts martiaux, la culture extrême orientale et le développement personnel.

## Description
Les éditions Budō sont les spécialistes mondiaux de la littérature liée aux arts martiaux : guides pédagogiques, essais, études, littératures, dvd… 
Leur catalogue a comme particularité de présenter presque tous les classiques de chaque spécialité.
Créées en 1987 par Thierry Plée, troisième fils de Henry Plée, pionnier du karaté européen, dans le cadre de l'entreprise familiale Budostore, elles ont quitté cette dernière pour rejoindre la toute nouvelle structure, Les Éditions de l'Eveil, dirigée par Thierry Plée en avril 1997. En 2005, Les Éditions de l'Eveil rachètent SEDIREP, la maison d'édition leader de la spécialité dans les années 80 et 90. Depuis, le groupe d'éditions Eveil est devenu avec son fer de lance Budō, le premier éditeur spécialisé dans les arts martiaux au monde (près de 300 titres).
Parmi les auteurs on compte nombre de noms prestigieux dont :
- les maîtres fondateurs : Jigorō Kanō (judo), Gichin Funakoshi (karatedo), Morihei Ueshiba (aïkido), Bruce Lee (Jeet kune do)…
- les experts étrangers : Yang Jwing-Ming, Royce Gracie, Royler Gracie, Relson (Famille Gracie) et Charles Gracie, Ken Shamrock et Frank Shamrock, Hirokazu Kanazawa, Taiji Kase, Risuke Otake, Kisshōmaru Ueshiba,…
- les experts français : Christian Tissier, Dominique Valera, Alain Floquet (Aïkibudo), Henry Plée, Jean-Lucien Jazarin, George Soulié de Morant, Georges Charles…

La page auteurs de leur site Internet, riche de 150 références, est en ce sens étonnante.
Leurs ouvrages traitent de tous les univers culturels (Japon, Chine, Corée, États-Unis, Royaume-Uni, Brésil, Israël, Italie, Canada, Russie, Allemagne, Australie, Thaïlande, Sénégal…) et de toutes les disciplines martiales (judo, karate, Aïkido, aïkibudo, kung-fu, taïchichuan, chikung, lutte, Jiu-jitsu brésilien, MMA, escrime médiévale, Taijitsu,…)